# Ланча Медуза
Ланча Медуза е италиански концептуален модел, проектиран от Джорджето Джуджаро.

## История
Автомобилът е представен на автомобилното изложение в Торино през 1980 година. В основата на Ланча Медуза е четирицилиндров, 2-литров бензинов двигател от Ланча Монтекарло със 118 к.с. Оборудван е към задните колела чрез петстепенна механична скоростна кутия. Музеят MART в Роверето, Италия, имаше специална изложба за специални дизайнерски автомобили в началото на 2007 година.